# 希瑟·麥花臣
希瑟·麥花臣 MP（1972年5月9日—），加拿大政治人物，自2019年起代表新民主黨擔任國會下議院亞伯達省愛民頓-士達孔拿選區議員。她曾担任亞伯達省全球合作理事会执行董事。

## 个人生活
麥花臣于1972年5月9日出生于亞伯達省愛民頓。她就读于亞伯達大学，获得教育学学士和硕士学位。

## 政治生涯
在愛民頓-士達孔拿選區新民主黨议员琳达·邓肯宣布退休意向后，麥花臣成为該选区的新民主黨候选人。她背离了党的领导立场，支持跨山输油管道扩建项目。在从2019年持续到2021加拿大联邦大选召开的第43届加拿大议会中，她是唯一一位来自亞省的非保守党议员。
她于2021年再次当选，并被任命为第44届加拿大议会新民主党外交事务评论员。麥花臣因敦促自由党政府承认巴勒斯坦為一個國家而闻名，她表示自由党缺乏推进巴勒斯坦和以色列两国解决方案的“道德勇气和政治意愿”。
在2025年加拿大聯邦大選中，麥花臣保住了她的选区席位，再次成為唯一一位来自亞省的非保守党议员。她是7名重返國會的新民主党议员之一，因为该党失去了下议院的17個席位，以及其官方政党地位。这导致党魁駔勉誠辞职并卸任。尽管新民主党遭遇歷史性失败，麥花臣表示，她现在将专注于將會執政10多年自由党政府兑现“对加拿大人的承诺”，并确保她的政党“能够做到这一点”。她被认为是2026年加拿大新民主党党魁选举的可能候选人。